# Jurij Fielsztinski
Jurij Fielsztinski, ros. Юрий Фельштинский (ur. 1956 w Moskwie) – rosyjski historyk mieszkający w Stanach Zjednoczonych.
W 1974 rozpoczął studia historyczne w Moskiewskim Państwowym Instytucie Pedagogicznym. W 1978 emigrował do Stanów Zjednoczonych. Kontynuował naukę na Brandeis i Rutgers University, gdzie się doktoryzował. W 1993 doktoryzował się w Instytucie Historii Rosyjskiej Akademii Nauk.
Jest wraz z Aleksandrem Litwinienką autorem książki Wysadzić Rosję (2007, ISBN 83-7510-072-2), w której dowodzą, że rosyjska Federalna Służba Bezpieczeństwa przeprowadziła zamachy bombowe na budynki mieszkalne w Rosji w 1999.

## Publikacje
- 1982 – The legal foundations of the immigration and emigration policy of the USSR, 1917 – 1927. Glasgow
- 1985 – The Bolsheviks and the Left Socialist-Revolutionaries. Paryż
- 1986 – Leon Trotsky’s Notebooks, 1933 – 1935. Nowy Jork
- 1988 – Towards a History of Our Isolation. Londyn; Moskwa, 1991
- 1990 – Vladimir Lenin, Leon Trotsky, Joseph Stalin and the Left Opposition in the USSR, 1918 – 1928, Paryż
- 1991 – The Failure of World Revolution. Londyn; Moskwa, 1992
- 1993 – Conversations with Nikolai Bukharin. Moskwa
- 1999 – Big Bosses. Moskwa
- 2002 – Wysadzić Rosję (ФСБ взрывает Россию: Федеральная служба безопасности — организатор террористических актов, похищений и убийств). Nowy Jork [współautorstwo z Aleksandrem Litwinienką]
- 2022 – Od Dzierżyńskiego do Putina: Służby specjalne Rosji w walce o dominację nad światem 1917 – 2036 (Russia's Urge to Dominate: From Red Terror to Mafia State 1917 – 2036). Nowy Jork [współautorstwo z Władimirem Popowem]